# Tobie McGann
Pour les articles homonymes, voir McGann.
Tobie McGann, née le 4 août 1984, est une joueuse australienne de rugby à XV, de 1 m 73 pour 69 kg, occupant le poste de demi d'ouverture (no 10) pour l'équipe de Newcastle (province de Nouvelle-Galles du Sud) et en sélection nationale pour l'équipe d'Australie.
Elle dispute actuellement la Coupe du monde de rugby à XV féminine 2006 qui a commencé le 31 août 2006.
Elle a inscrit 2 essais et 2 transformations le 31 août pour le premier match contre l'Afrique du Sud.

## Parcours
- Newcastle (province de Nouvelle-Galles du Sud)   Australie

## Palmarès
(Au 15/08/2006)
- Sélections en équipe d'Australie.
- Participation à la Coupe du monde 2006